# CS Constantine
El Club Sportif Constantinois (en árabe: النادي الرياضي القسنطيني‎) es un club de fútbol argelino de la ciudad de Constantine. Fue fundado en 1898 El club árabe y africano más antiguo y juega en la Championnat National de Première Division.

## Jugadores

### Jugadores destacados
| - Mohamed Amroune - Fayçal Badji - Yacine Bezzaz | - Hocine Fenier - Mounir Zeghdoud |

## Palmarés

### Torneos nacionales
- Championnat National de Première Division (2): 1997, 2018
- Algerian Ligue Professionnelle 2 (6): 1970, 1977, 1986, 1994, 2004, 2011

## Participación en competiciones de la CAF
| Temporada | Torneo                       | Ronda      | Club                  | Casa | Visita | Global |
| --------- | ---------------------------- | ---------- | --------------------- | ---- | ------ | ------ |
| 1998      | Liga de Campeones de la CAF  | 1          | AS Douanes            | 0-0  | 1-2    | 1-2    |
| 2014      | Copa Confederación de la CAF | Preliminar | AS NIGELEC            | 4-1  | 0-2    | 4-3    |
| 2014      | Copa Confederación de la CAF | 1          | Red Lions FC          | 2-0  | 1-0    | 3-0    |
| 2014      | Copa Confederación de la CAF | 2          | ASEC                  | 1-0  | 0-6    | 1-6    |
| 2016      | Copa Confederación de la CAF | 1          | Nasarawa United       | 4-1  | 0-1    | 4-2    |
| 2016      | Copa Confederación de la CAF | 2          | Misr Lel Makkasa Club | 1-0  | 1-3    | 2-3    |